# Distichium capillaceum
Distichium capillaceum (Berg-Zweizeilmoos) ist eine Laubmoos-Art aus der Familie Ditrichaceae.

## Merkmale
Die bis 8 Zentimeter großen Pflanzen bilden dichte gelbgrüne bis grüne Rasen mit unten starkem rostbraunem Rhizoidenfilz. Die zweizeilig angeordneten Blätter sind aus breiter, weißscheidiger und dem Stämmchen anliegender Basis plötzlich in die lange, fast sparrig abstehende Pfriemenspitze verschmälert. Die Blattschulter und die Blattspitze sind schwach gezähnelt.
Die Sporenkapsel ist mehr oder weniger aufrecht und zylindrisch. Die Peristomzähne sind unregelmäßig gespalten, an der Basis bis 30 Mikrometer breit und steil schräg- bis längsgestreift. Die Sporengröße beträgt 16 bis 25 µm. Sporenkapseln werden regelmäßig gebildet, Sporenreifezeit ist etwa Juni – Juli.
Gegenüber der sehr ähnlichen Art Distichium inclinatum unterscheidet sich Distichium capillaceum durch die in den Blattschultern überwiegend rhombischen und wirr angeordneten Laminazellen, durch die fast aufrechte Kapsel mit an der Basis nur bis 30 µm breiten Peristomzähnen und kleineren, bis 25 µm messenden Sporen.

## Verbreitung und Standortansprüche
Die boreal-montane Art ist beinahe weltweit verbreitet. Sie besiedelt gewöhnlich übererdete Absätze und Spalten von Kalkfelsen, seltener von kalkfreien aber basenreichen Felsen in schattigen Lagen, weiters auch auf Kalkmörtel von Ruinen, Brückenmauern und dergleichen oder auf Beton. In den Kalkgebirgen ist sie recht verbreitet und steigt bis in die nivale Stufe auf; im Flachland ist sie sehr selten.